# Риччи, Елена София
Е́лена Софи́я Ри́ччи (итал. Elena Sofia Ricci, сценический псевдоним Елена София Барукьери, итал. Elena Sofia Barucchieri; род. 29 марта 1962, Флоренция) — итальянская актриса кино и театра, телеведущая.

## Биография
Елена Риччи родилась во Флоренции. Начала сниматься в кино в 1983 году. После нескольких незначительных ролей, в 1984 году Риччи снялась в фильме Пупи Авати «Служащие» (ит.), за который получила премию «Globo d'oro» в номинации лучший актёрский прорыв. В 1998 году она стала победителем премий «Давид ди Донателло» за лучшую женскую роль второго плана и «Серебряная лента» в той же категории за роль в фильме Карла Вердоне «Я и моя сестра».
В 1990 году получила премию «Давид ди Донателло» за роль в фильме «Ne parliamo lunedì».
Риччи была замужем за Лукой Дамиани, позже вышла за музыканта Стефано Майнетти. Известно, что её второй ребенок, дочь Мария, родился в 2004 году.

## Избранная фильмография
| Год  |     | Русское название                   | Оригинальное название      | Роль                  |
| ---- | --- | ---------------------------------- | -------------------------- | --------------------- |
| 1983 | ф   | Ноль по поведению                  | Zero in condotta           |                       |
| 1985 | ф   | Служащие                           | Impiegati                  | Анналиса, жена Энрико |
| 1987 | ф   | Последняя минута                   | Ultimo minuto              | Марта                 |
| 1987 | ф   | Я и моя сестра                     | Io e mia sorella           | Серена                |
| 1989 | ф   | Бурро                              | Burro                      | Катарина              |
| 1990 | ф   | Мы поговорим об этом в понедельник | Ne parliamo Lunedì         | Алма                  |
| 1990 | ф   | Именем суверенного народа          | In nome del popolo sovrano | Кристина Аркати       |
| 1993 | ф   | Стефано Куантесторие               | Stefano Quantestorie       | Анжела                |
| 1994 | ф   | Пылающие души                      | Anime fiammeggianti        | Елена                 |
| 1995 | ф   | Вендетта                           | Vendetta                   | Даниэла Сабатини      |
| 1999 | мтф | Иисус. Бог и человек               | Jesus                      | Иродиада              |
| 2003 | ф   | Воскресный обед                    | Il pranzo della domenica   | София Лояконо         |
| 2003 | ф   | На исходе ночи                     | Alla fine della notte      |                       |
| 2007 | тф  | Караваджо                          | Caravaggio                 | Констанция Колонна    |
| 2009 | ф   | Экс                                | Ex                         | Микела                |
| 2010 | ф   | Холостые выстрелы                  | Mine vaganti               | Лучиана Кантоне       |
| 2014 | ф   | Пристегните ремни                  | Allacciate le cinture      | Вивиана / Дора        |
| 2015 | ф   | Я убила Наполеона                  | Ho ucciso Napoleone        | Ольга                 |
| 2018 | ф   | Лоро                               | Loro                       | Вероника Ларио        |

## Награды
- 1994: «Globo d'oro»

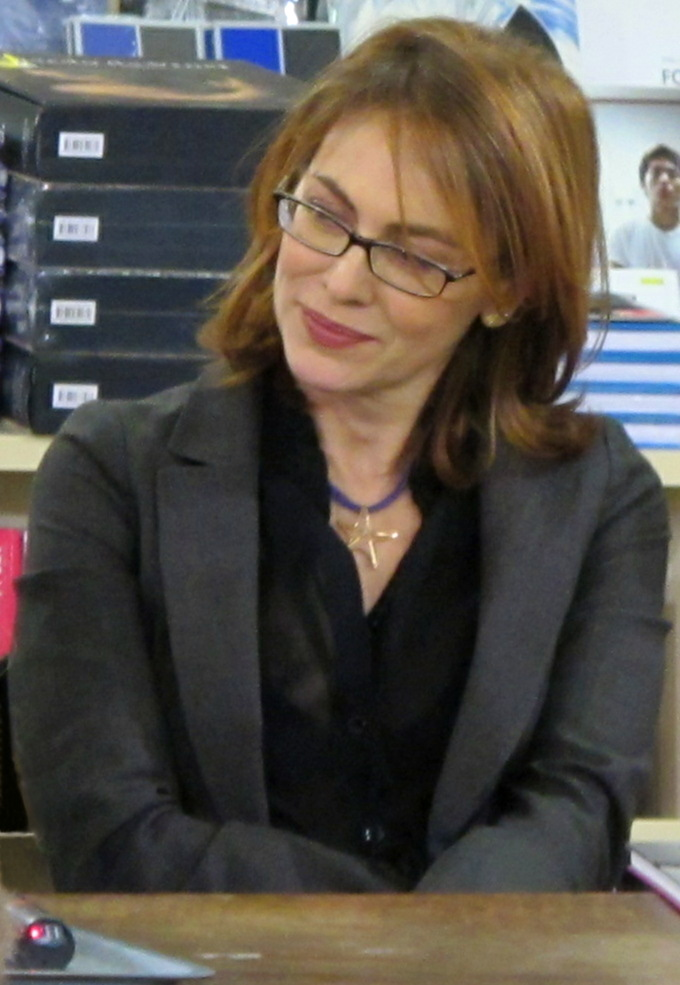
Елена София Риччи

- 1988: Премия «Давид ди Донателло» за лучшую женскую роль второго плана
- 1988: Премия «Серебряная лента» за лучшую женскую роль второго плана
- 1988: «Ciak d’oro» (ит.)
- 1990: Премия «Давид ди Донателло» за лучшую женскую роль
- 1990: Ciak d’oro
- 2010: Премия «Серебряная лента» за лучшую женскую роль второго плана
- 2010: Ciak d’oro
- 2018: Премия «Серебряная лента» за лучшую женскую роль